# Youth Against Fascism
«Youth Against Fascism» es una canción y un sencillo de la banda Sonic Youth, publicado en diciembre de 1992 por los sellos DGC y Geffen Records, y el segundo perteneciente al álbum Dirty.

## Lista de canciones
| Youth Against Fascism |                                        |          |  |
| N.º                   | Título                                 | Duración |  |
| 1.                    | «Youth Against Fascism» (Clean-Ex Mix) |          |  |
| 2.                    | «The Destroyed Room»                   |          |  |
| 3.                    | «Purr» (versión de Mark Goodier)       |          |  |
| 4.                    | «Youth Against Fascism» (versión LP)   |          |  |